# Eyam
Eyam (pronunciado "Eem" en inglés) es un pequeño pueblo de Derbyshire, Inglaterra. Es más conocido por ser "la aldea de la peste", la cual asoló el lugar cuando la Peste bubónica alcanzó al pueblo durante la primavera, y luego se expandiese la infección en agosto de 1665, antes que la plaga continuase su viaje más hacia el norte.

## Historia de la Peste

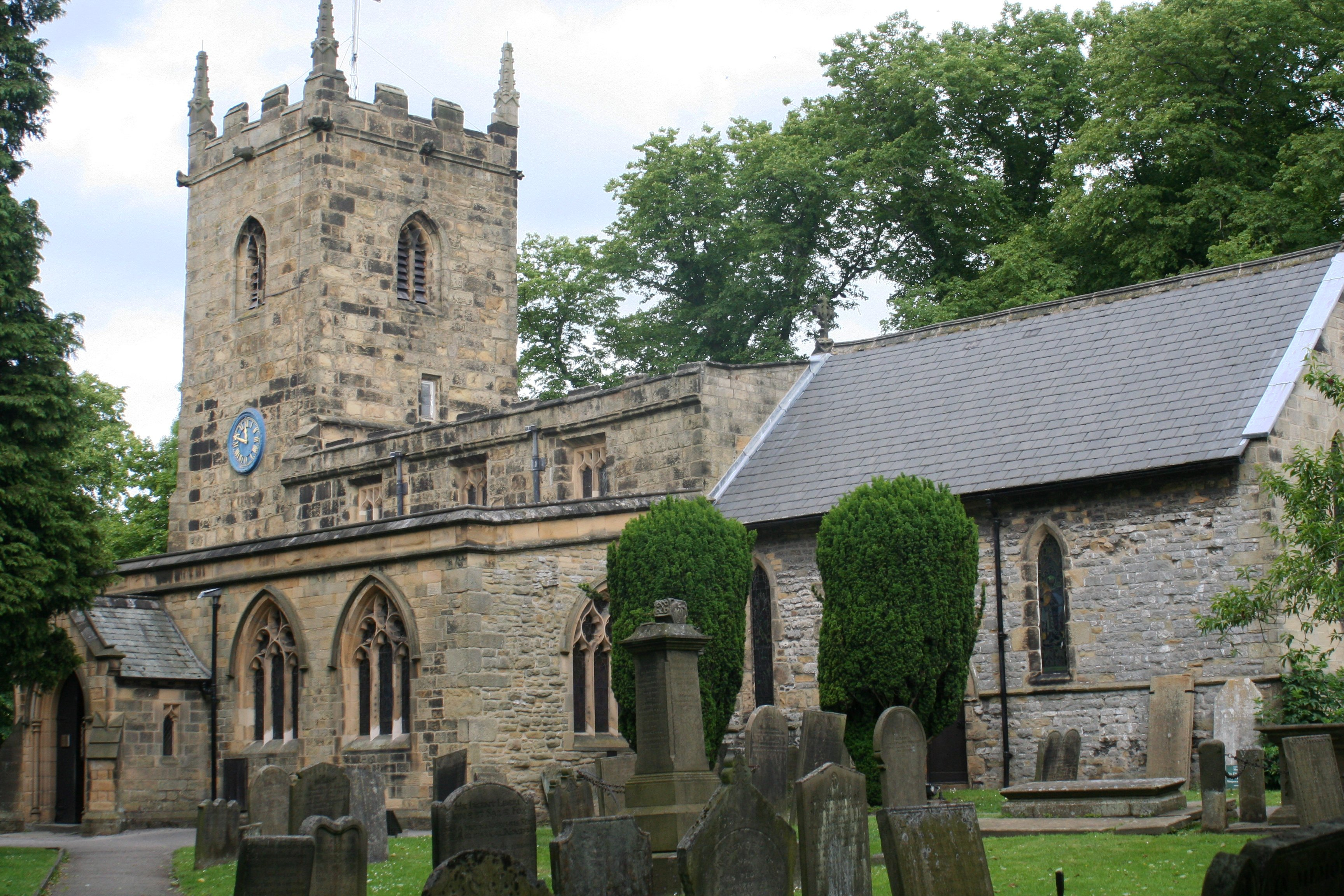
Iglesia Parroquial de Eyam.

La enfermedad fue llevada a Eyam en un fardo de ropa, infectada por pulgas, traído por el sastre George Vicars desde Londres. En menos de una semana, Vicars murió. Después de las muertes iniciales, la gente del pueblo se dirigió al reverendo William Mompesson y el ministro puritano Thomas Stanley en busca de ayuda y consejo. Introdujeron varios métodos de precaución para frenar en la medida de lo posible la propagación de la enfermedad desde mayo de 1665. En ellos se incluían el convenio de que la sepultura de la víctimas las llevasen a cabo los propios familiares, y el cambio de lugar de los servicios parroquiales, desde la iglesia de St. Lawrence (al aire libre, en la calle), para permitir a los aldeanos estar separados unos de otros, reduciendo el riesgo de contagio. Tal vez, la decisión más acertada fue la de establecer una cuarentena de todo el pueblo para prevenir que la infección llegase a poblaciones vecinas. La peste continuó su matanza en Eyam durante 16 meses y acabó con la vida de al menos 260 aldeanos; sólo quedaron 83 supervivientes, de una población inicial de unos 350 habitantes. 
Cuando los primeros visitantes volvieron a entrar en Eyam un año más tarde, se encontraron con que menos de la cuarta parte de la población había sobrevivido a la peste. La supervivencia parecía aleatoria, ya que muchos de ellos habían tenido un contacto muy cercano con la bacteria, pero nunca enfermaron. Por ejemplo, Elizabeth Hancock nunca se contagió, pero enterró a sus seis hijos y a su esposo a lo largo de ocho días (las tumbas son conocidas como las "sepulturas de los Hancock"). El enterrador del pueblo también sobrevivió, a pesar de que tuvo que transportar y tratar muchos cadavéres infectados.

## Papel de Eyam en la investigación genética
Algunos estudios indican que los habitantes de Eyam podrían haber tenido alguna clase de protección de origen genético frente a la peste bubónica. Una mutación del gen CCR5, conocida como "Delta 32",
fue encontrada de una forma estadísticamente significativa (un 14%), de descendientes directos a los supervivientes a la plaga, cuando la mutación Delta 32 es algo extremadamente raro. De hecho, los niveles de Delta 32 encontrados en Eyam sólo fueron igualados en regiones de Europa que fueron afectadas por la peste, y en americanos con ascendencia europea. También se ha sugerido que la mutación Delta 32, si es heredada por ambos padres, podría proveer inmunidad hacia el VIH/SIDA
Investigaciones más recientes del Scripps Research Institute cuestionan la hipótesis que el Delta 32 proporcionase inmunidad contra la peste, sugiriendo que tal vez sea más bien parecido a una inmunidad hacia otras enfermedades comunes de la época, como la viruela. Esta nueva hipótesis está aún bajo investigación.

## Cruz sajona

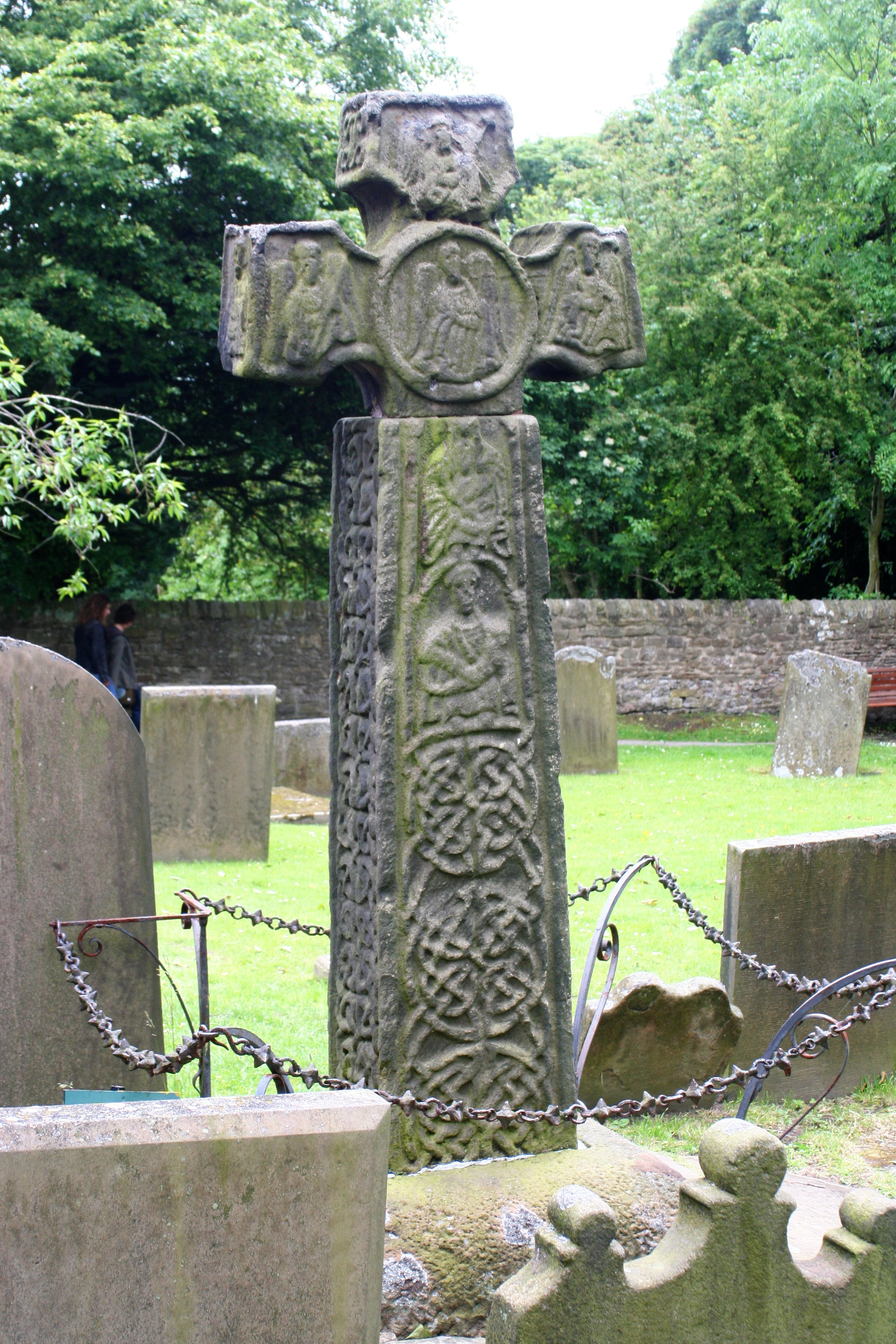
La cruz en el cementerio de Eyam, tras la iglesia.

El cementerio de Eyam contiene una cruz sajona, datada alrededor de los siglos VII u VIII. Inicialmente estaba situada junto al sendero de carretas que llegaba a Eyam. Después de la epidemia de la peste, fue trasladada a su posición actual. Se ha puntuado como "Listed Building" de Grado I, y forma parte de los "Scheduled Monuments" británicos

## Residentes famosos
- Anna Seward, poeta aclamada en Inglaterra (1747-1809)[5]
- Richard Furness, el "Poeta de Eyam" (1791-1857)